# جلالی (نام خانوادگی)
جلالی یک نام خانوادگی ایرانی است و می‌تواند به افراد زیر اشاره داشته‌باشد:
- احمد جلالی، سفیر فعلی ایران در یونسکو
- احمدرضا جلالی، پژوهشگر و محقق ایرانی
- احمدرضا جلالی (بازیکن فوتبال)، فوتبالیست ایرانی
- بهمن جلالی، عکاس سرشناس ایرانی
- بیژن جلالی، شاعر معاصر ایران
- جواد جلالی، عضو انجمن عکاسان خانه سینمای ایران
- فضل‌الله جلالی، نماینده مردم کاشمر در مجلس شورای ملی
- کاظم جلالی، سیاستمدار ایرانی
- محمدحسین جلالی، وزیر دفاع و پشتیبانی نیروهای مسلح در دولت دوم میرحسین موسوی
- مجید جلالی، سرمربی فوتبال